# Screen Actors Guild Award/Beste Hauptdarstellerin

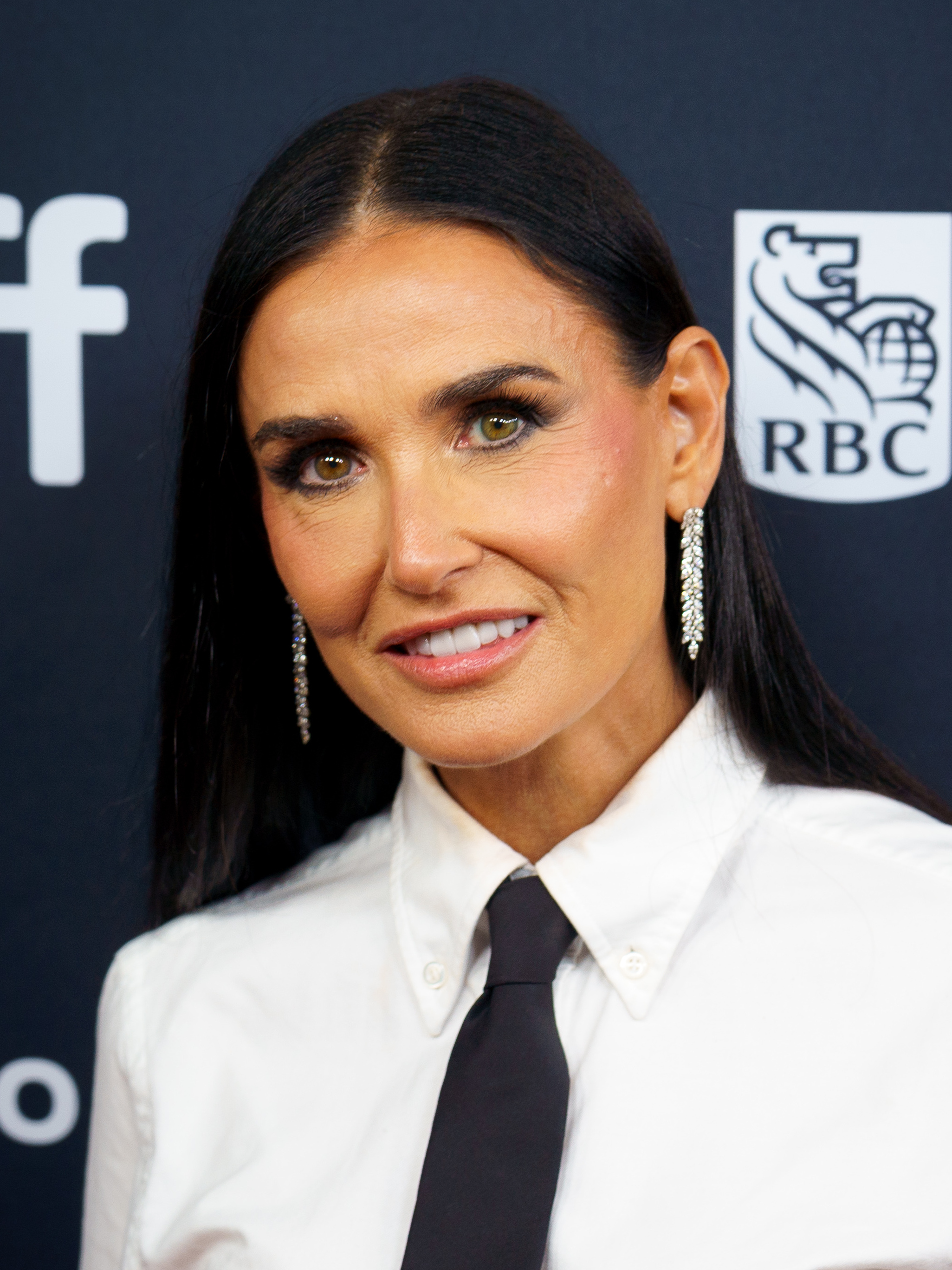
Preisträgerin 2025: Demi Moore (The Substance)

Der Screen Actors Guild Award in der Kategorie Beste Hauptdarstellerin (Originalbezeichnung: Outstanding Performance by a Female Actor in a Leading Role) ist eine der Auszeichnungen, die jährlich in den Vereinigten Staaten von der Screen Actors Guild, einer Gewerkschaft von Schauspielern, verliehen werden. Sie richtet sich an Schauspielerinnen, die eine hervorragende Leistung in einer Hauptrolle in einem Spielfilm erbracht haben. Die Kategorie wurde 1995 ins Leben gerufen. Die Gewinner werden in einer geheimen Abstimmung durch die Vollmitglieder der Gewerkschaft ermittelt.

## Statistik

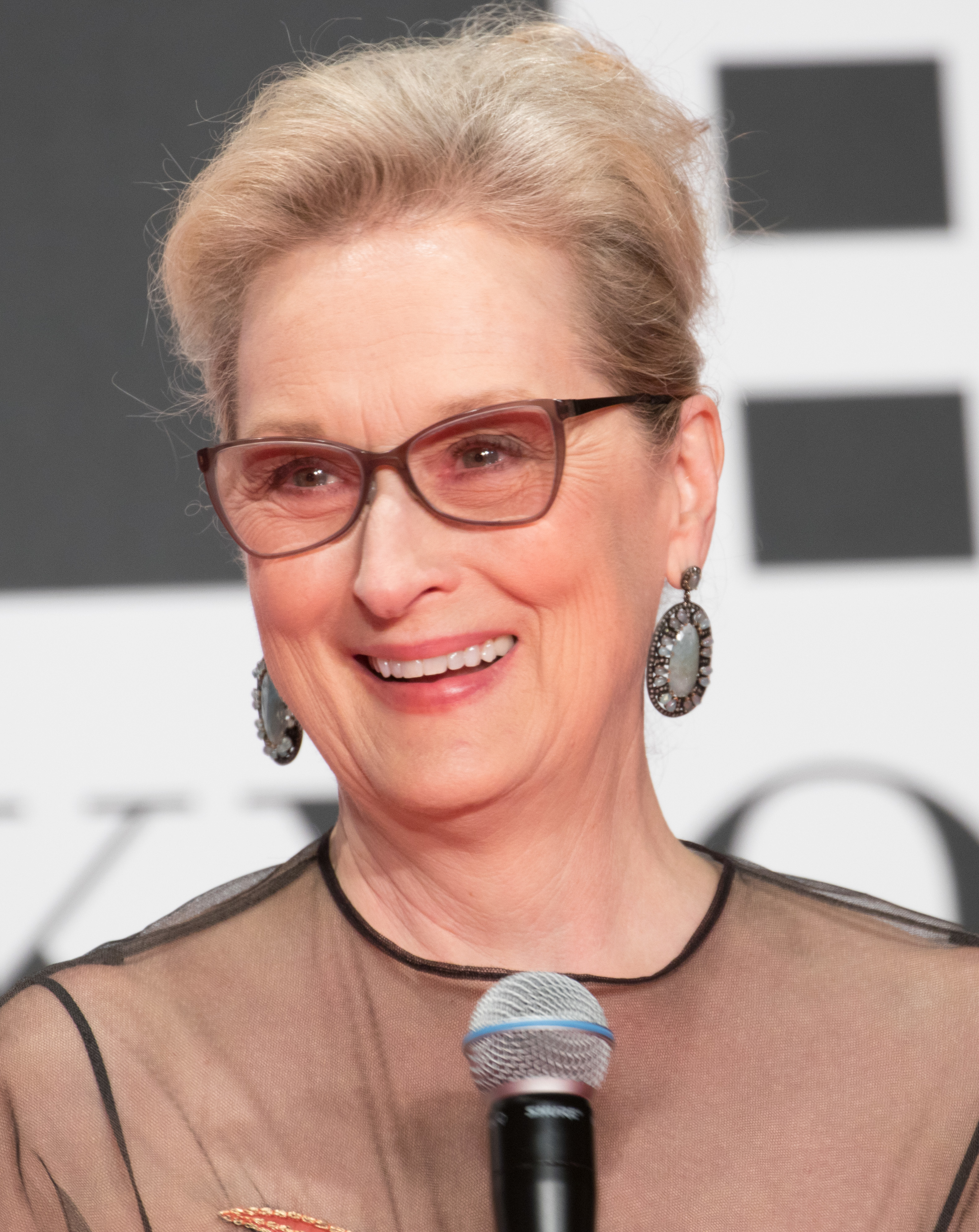
Zehnmalige Nominierte Meryl Streep (2016)

Die Kategorie Beste Hauptdarstellerin wurde zur ersten Verleihung im Februar 1995 geschaffen. Seitdem wurden an 28 verschiedene Schauspielerinnen eine Gesamtanzahl von 31 Preisen in dieser Kategorie verliehen. Die erste Preisträgerin war Jodie Foster, die 1995 für ihre Rolle als Nell Kellty in Michael Apteds Filmdrama Nell ausgezeichnet wurde. Die bisher letzte Preisträgerin war Demi Moore, die 2025 für ihre Rolle als Elisabeth Sparkle in Coralie Fargeats Body-Horrorfilm The Substance geehrt wurde.
Mit dem Stand der Verleihung 2025 stimmte die Gewinnerin dieser Kategorie in zehn Fällen nicht mit der späteren Oscar-Preisträgerin überein. Das waren Jodie Foster 1995 für ihre Rolle in Nell, Annette Bening 2000 für American Beauty, Renée Zellweger 2003 für Chicago, Julie Christie 2008 für An ihrer Seite, Meryl Streep 2009 für Glaubensfrage, Viola Davis 2012 für The Help, Glenn Close 2019 für Die Frau des Nobelpreisträgers, Viola Davis 2021 für Ma Rainey’s Black Bottom, Lily Gladstone 2024 für Killers of the Flower Moon und Demi Moore 2025 für The Substance.
Älteste Gewinnerin mit 71 Jahren war 2019 die US-Amerikanerin Glenn Close (Die Frau des Nobelpreisträgers); älteste nominierte Schauspielerin mit 83 Jahren 2018 die Britin Judi Dench (Victoria & Abdul). Jüngste Gewinnerin mit 22 Jahren war 2013 die US-Amerikanerin Jennifer Lawrence (Silver Linings); jüngste nominierte Schauspielerin mit 16 Jahren 2004 ihre Landsfrau Evan Rachel Wood (Dreizehn).
| Statistik                          | Schauspielerin    | Anzahl | Jahre                                                       |
| ---------------------------------- | ----------------- | ------ | ----------------------------------------------------------- |
| Häufigste Auszeichnung             | Frances McDormand | 02     | 1997, 2018                                                  |
|                                    | Renée Zellweger   | 02     | 2003, 2020                                                  |
|                                    | Viola Davis       | 02     | 2012, 2021                                                  |
| Häufigste Nominierungen (* = Sieg) | Meryl Streep      | 10     | 1995, 1996, 1999, 2000, 2007, 2009*, 2010, 2012, 2014, 2017 |
| Häufigste Nominierungen ohne Sieg  | Judi Dench        | 06     | 1998, 2002, 2006, 2007, 2014, 2018                          |

## Gewinner und Nominierte
Die unten aufgeführten Filme werden mit ihrem deutschen Verleihtitel (sofern ermittelbar) angegeben, danach folgt in Klammern in kursiver Schrift der fremdsprachige Originaltitel. Die Nennung des Originaltitels entfällt, wenn deutscher und fremdsprachiger Filmtitel identisch sind. Die Gewinner stehen hervorgehoben in fetter Schrift an erster Stelle.

### 1995–2000
1995
Jodie Foster – Nell
Jessica Lange – Operation Blue Sky (Blue Sky)
Meg Ryan – When a Man Loves a Woman – Eine fast perfekte Liebe (When a Man Loves a Woman)
Susan Sarandon – Der Klient (The Client)
Meryl Streep – Am wilden Fluß (The River Wild)
1996
Susan Sarandon – Dead Man Walking – Sein letzter Gang (Dead Man Walking)
Joan Allen – Nixon
Elisabeth Shue – Leaving Las Vegas
Meryl Streep – Die Brücken am Fluß (The Bridges of Madison County)
Emma Thompson – Sinn und Sinnlichkeit (Sense and Sensibility)
1997
Frances McDormand – Fargo
Brenda Blethyn – Lügen und Geheimnisse (Secrets & Lies)
Diane Keaton – Marvins Töchter (Marvin’s Room)
Gena Rowlands – Ein Licht in meinem Herzen (Unhook the Stars)
Kristin Scott Thomas – Der englische Patient (The English Patient)
1998
Helen Hunt – Besser geht’s nicht (As Good as It Gets)
Helena Bonham Carter – Wings of the Dove – Die Flügel der Taube (The Wings of the Dove)
Judi Dench – Ihre Majestät Mrs. Brown (Mrs Brown)
Pam Grier – Jackie Brown
Robin Wright – Alles aus Liebe (She’s So Lovely)
Kate Winslet – Titanic
1999
Gwyneth Paltrow – Shakespeare in Love
Cate Blanchett – Elizabeth
Jane Horrocks – Little Voice
Meryl Streep – Familiensache (One True Thing)
Emily Watson – Hilary & Jackie (Hilary and Jackie)
2000
Annette Bening – American Beauty
Janet McTeer – Tumbleweeds
Julianne Moore – Das Ende einer Affäre (The End of the Affair)
Meryl Streep – Music of the Heart
Hilary Swank – Boys Don’t Cry

### 2001–2010
2001
Julia Roberts – Erin Brockovich
Joan Allen – Rufmord – Jenseits der Moral (The Contender)
Juliette Binoche – Chocolat – Ein kleiner Biss genügt (Chocolat)
Ellen Burstyn – Requiem for a Dream
Laura Linney – You Can Count on Me
2002
Halle Berry – Monster’s Ball
Jennifer Connelly – A Beautiful Mind – Genie und Wahnsinn (A Beautiful Mind)
Judi Dench – Iris
Sissy Spacek – In the Bedroom
Renée Zellweger – Bridget Jones – Schokolade zum Frühstück (Bridget Jones’s Diary)
2003
Renée Zellweger – Chicago
Salma Hayek – Frida
Nicole Kidman – The Hours – Von Ewigkeit zu Ewigkeit (The Hours)
Diane Lane – Untreu (Unfaithful)
Julianne Moore – Dem Himmel so fern (Far from Heaven)
2004
Charlize Theron – Monster
Patricia Clarkson – Station Agent (The Station Agent)
Diane Keaton – Was das Herz begehrt (Something’s Gotta Give)
Naomi Watts – 21 Gramm (21 Grams)
Evan Rachel Wood – Dreizehn (Thirteen)
2005
Hilary Swank – Million Dollar Baby
Annette Bening – Being Julia
Catalina Sandino Moreno – Maria voll der Gnade (Maria Full of Grace)
Imelda Staunton – Vera Drake
Kate Winslet – Vergiss mein nicht! (Eternal Sunshine of the Spotless Mind)
2006
Reese Witherspoon – Walk the Line
Judi Dench – Lady Henderson präsentiert (Mrs. Henderson Presents)
Felicity Huffman – Transamerica
Charlize Theron – Kaltes Land (North Country)
Zhang Ziyi – Die Geisha (Memoirs of a Geisha)
2007
Helen Mirren – Die Queen (The Queen)
Penélope Cruz – Volver – Zurückkehren (Volver)
Judi Dench – Tagebuch eines Skandals (Notes on a Scandal)
Meryl Streep – Der Teufel trägt Prada (The Devil Wears Prada)
Kate Winslet – Little Children
2008
Julie Christie – An ihrer Seite (Away from Her)
Cate Blanchett – Elizabeth – Das goldene Königreich (Elizabeth: The Golden Age)
Marion Cotillard – La vie en rose (La Môme)
Angelina Jolie – Ein mutiger Weg (A Mighty Heart)
Elliot Page – Juno
2009
Meryl Streep – Glaubensfrage (Doubt)
Anne Hathaway – Rachels Hochzeit (Rachel Getting Married)
Angelina Jolie – Der fremde Sohn (Changeling)
Melissa Leo – Frozen River
Kate Winslet – Zeiten des Aufruhrs (Revolutionary Road)
2010
Sandra Bullock – Blind Side – Die große Chance (The Blind Side)
Helen Mirren – Ein russischer Sommer (The Last Station)
Carey Mulligan – An Education
Gabourey Sidibe – Precious – Das Leben ist kostbar (Precious: Based on the Novel “Push” by Sapphire)
Meryl Streep – Julie & Julia

### 2011–2020
2011
Natalie Portman – Black Swan
Annette Bening – The Kids Are All Right
Nicole Kidman – Rabbit Hole
Jennifer Lawrence – Winter’s Bone
Hilary Swank – Betty Anne Waters (Conviction)
2012
Viola Davis – The Help
Glenn Close – Albert Nobbs
Meryl Streep – Die Eiserne Lady (The Iron Lady)
Tilda Swinton – We Need to Talk About Kevin
Michelle Williams – My Week with Marilyn
2013
Jennifer Lawrence – Silver Linings (Silver Linings Playbook)
Jessica Chastain – Zero Dark Thirty
Marion Cotillard – Der Geschmack von Rost und Knochen (De rouille et d’os)
Helen Mirren – Hitchcock
Naomi Watts – The Impossible (Lo imposible)
2014
Cate Blanchett – Blue Jasmine
Sandra Bullock – Gravity
Meryl Streep – Im August in Osage County (August: Osage County)
Emma Thompson – Saving Mr. Banks
Judi Dench – Philomena
2015
Julianne Moore – Still Alice – Mein Leben ohne Gestern (Still Alice)
Jennifer Aniston – Cake
Felicity Jones – Die Entdeckung der Unendlichkeit (The Theory of Everything)
Rosamund Pike – Gone Girl – Das perfekte Opfer (Gone Girl)
Reese Witherspoon – Der große Trip – Wild (Wild)
2016
Brie Larson – Raum (Room)
Cate Blanchett – Carol
Helen Mirren – Die Frau in Gold (Woman in Gold)
Saoirse Ronan – Brooklyn – Eine Liebe zwischen zwei Welten (Brooklyn)
Sarah Silverman – I Smile Back
2017
Emma Stone – La La Land
Amy Adams – Arrival
Emily Blunt – Girl on the Train (The Girl on the Train)
Natalie Portman – Jackie: Die First Lady (Jackie)
Meryl Streep – Florence Foster Jenkins
2018
Frances McDormand – Three Billboards Outside Ebbing, Missouri
Judi Dench – Victoria & Abdul
Sally Hawkins – Shape of Water – Das Flüstern des Wassers (The Shape of Water)
Margot Robbie – I, Tonya
Saoirse Ronan – Lady Bird
2019
Glenn Close – Die Frau des Nobelpreisträgers (The Wife)
Emily Blunt – Mary Poppins’ Rückkehr (Mary Poppins Returns)
Olivia Colman – The Favourite – Intrigen und Irrsinn (The Favourite)
Lady Gaga – A Star Is Born
Melissa McCarthy – Can You Ever Forgive Me?
2020
Renée Zellweger – Judy
Cynthia Erivo – Harriet – Der Weg in die Freiheit (Harriet)
Scarlett Johansson – Marriage Story
Lupita Nyong’o – Wir (Us)
Charlize Theron – Bombshell – Das Ende des Schweigens (Bombshell)

### 2021–2030
2021
Viola Davis – Ma Rainey’s Black Bottom
Amy Adams – Hillbilly-Elegie (Hillbilly Elegy)
Vanessa Kirby – Pieces of a Woman
Frances McDormand – Nomadland
Carey Mulligan – Promising Young Woman
2022
Jessica Chastain – The Eyes of Tammy Faye
Olivia Colman – Frau im Dunkeln (The Lost Daughter)
Lady Gaga – House of Gucci
Jennifer Hudson – Respect
Nicole Kidman – Being the Ricardos
2023
Michelle Yeoh – Everything Everywhere All at Once
Cate Blanchett – Tár
Viola Davis – The Woman King
Ana de Armas – Blond (Blonde)
Danielle Deadwyler – Till – Kampf um die Wahrheit (Till)
2024
Lily Gladstone – Killers of the Flower Moon
Annette Bening – Nyad
Carey Mulligan – Maestro
Margot Robbie – Barbie
Emma Stone – Poor Things
2025
Demi Moore – The Substance
Pamela Anderson – The Last Showgirl
Cynthia Erivo – Wicked
Karla Sofía Gascón – Emilia Pérez
Mikey Madison – Anora